# Коле Алто (Фрозиноне)
Коле Алто је насеље у Италији у округу Фрозиноне, региону Лацио.
Према процени из 2011. у насељу је живело 76 становника. Насеље се налази на надморској висини од 403 м.